# Logboek

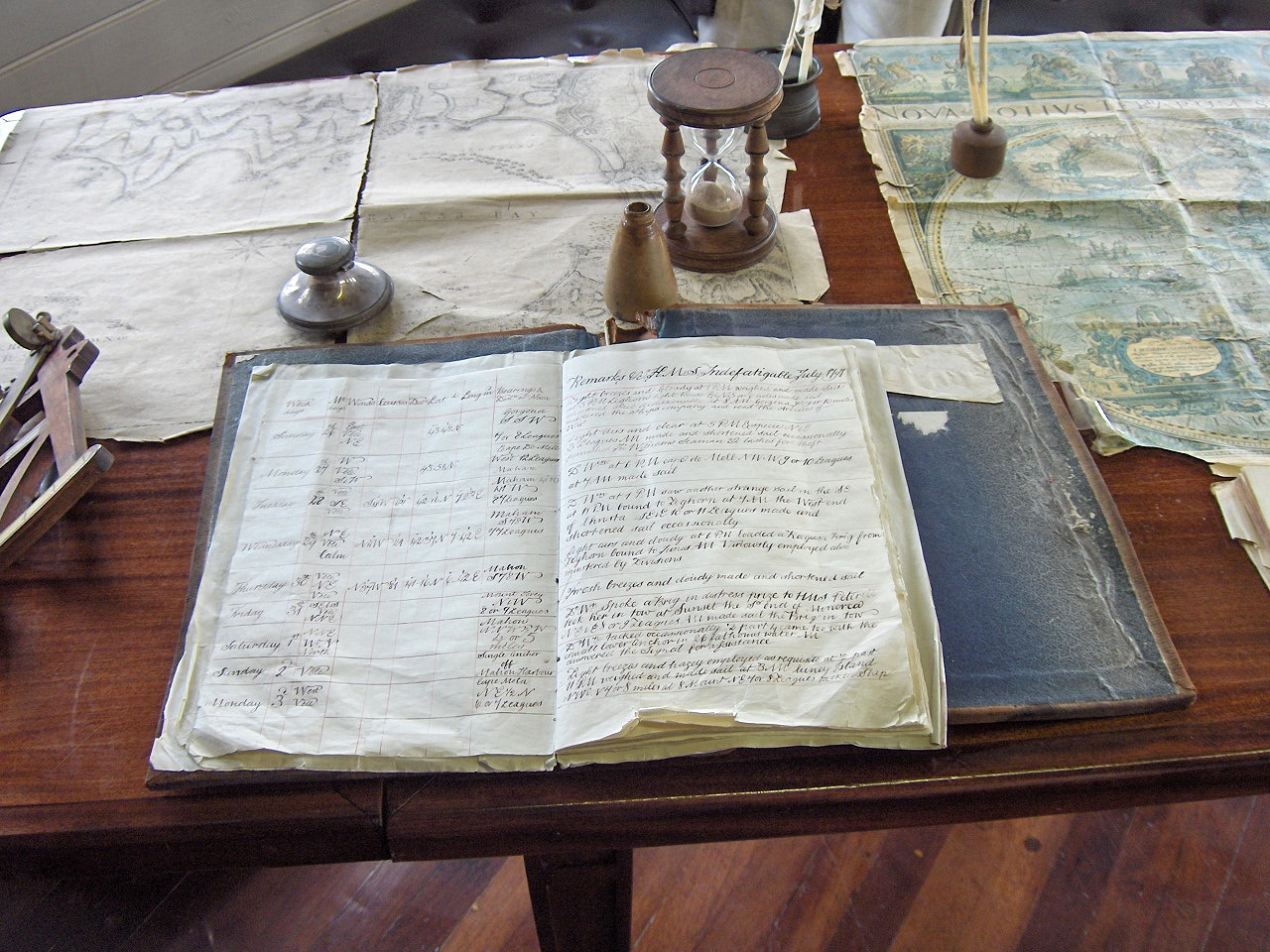
Logboek van de replica van Grand Turk

Een logboek is een boekwerk waarin gebeurtenissen worden bijgehouden. 
Oorspronkelijk was een logboek het verslag aan boord van een vaartuig waarin de metingen van de log werden bijgehouden, dus de snelheidsmetingen. Deze gegevens waren van groot belang voor de positiebepaling. Later werden in het logboek alle gebeurtenissen vermeld die van enig belang waren, ook de gebeurtenissen die niet direct met de navigatie verband hielden.
Het logboek wordt ook (scheeps)journaal, dagboek of dagregister genoemd. Kortweg spreekt men zelfs van de log.
Behalve in de scheepvaart wordt het woord logboek thans ook elders gebruikt: in de wetenschap (labjournaal), persoonlijke logboeken (een dagboek is in feite een vorm van een logboek), onderhoudslogboeken (bijvoorbeeld het onderhoudsboekje voor de auto), een vluchtlogboek (hierin houdt een vlieger zijn vluchten bij, hoeveel vluchten en bijzonderheden), hardloop-logboeken (runner's log) waarin de loper allerlei informatie over de training kan opschrijven en logboeken op het web (weblogs). Het vastleggen van gebeurtenissen en events van geautomatiseerde systemen wordt loggen genoemd. Een chatlog is bijvoorbeeld een automatisch gemaakt verslag van een chat, met elk stukje tekst, compleet met de afzender en de dag en tijd.
Het algemene doel van een logboek is dat later teruggelezen kan worden wat er precies gebeurd is op een bepaald moment. Op het moment van opschrijven is dus nog niet bekend wat men later terug wil lezen. Het is dus van groot belang dat alle details in het logboek terechtkomen, zodat men later niets mist. Ook is het van belang dat de vastleggingen in een logboek authentiek zijn. De gegevens mogen niet verwijderd of ongecontroleerd gemuteerd worden.
In de informatica is loganalyse een belangrijk instrument om de oorzaak en samenhang van gebeurtenissen te kunnen vaststellen. Daarbij vindt onder meer correlatie van gegevens uit verschillende logbestanden plaats.